# کابایا
کابایا (انگلیسی: Kabaya) شرکت صنایع غذایی ژاپنی است، که در سال ۱۹۴۶ تأسیس شد.